# فريدي بانس
فريدي بانس (بالإنجليزية: Freddie Bunce)‏ هو لاعب كرة قدم بريطاني، ولد في 16 فبراير 1938 في بوشي ‏ في المملكة المتحدة، وتوفي في 9 أكتوبر 1991 في فيكتوريا في أستراليا. لعب مع كامبريدج يونايتد ونادي كامبريدج ستي ونادي واتفورد.